# Ґрейс Кловсон
Ґрейс Кловсон (англ. Grace Clawson, до шлюбу Тейлор (англ. Taylor); 15 листопада 1887 року, Лондон, Велика Британія — 28 травня 2002, Нью Порт Річі, Флорида, США) — англо-американська супердовгожителька. Була найстарішою повністю верифікованою людиною в світі з 18 березня 2002 року (після смерті американки Мод Ферріз-Луз) до своєї смерті. За свого життя вона не була офіційно визнана найстарішою людиною в світі, оскільки її вік було підтверджено Групою геронтологічних досліджень вже після її смерті. До 4 грудня 2022 року вона входила до топ 100 найстаріших людей в світовій історії, її вік складав 114 років, 194 дні.

## Життєпис
Ґрейс Маккалмонт Тейлор народилася 15 листопада 1887 року в Лондоні, Велика Британія. Коли вона була ще малою, її сім'я переїхала в Монреаль, Канада. Після розлучення батьків, коли вона була підлітком, Ґрейс жила з прийомною родиною. 
У 1917 році одружилася з Реєм Кловсоном. Народила двох дочок, Віолу та Ґледіс. Овдовіла у 1950 році. До виходу на пенсію працювала вишивальницею та офісною працівницею.
У віці 95 років, у 1982 році, Кловсон переїхала в американський штат Флорида, щоб жити зі своєю молодшою донькою Ґледіс. Проживши там багато років, вона переїхала жити у будинок для людей літнього віку. Мала ясний розум до останнього дня її життя. 
Ґрейс Кловсон померла 28 травня 2002 року у віці 114 років і 194 дні. У неї залишилися дві доньки, Віола і Ґледіс (на той час віком 83 і 79 років), 5 онуків, 14 правнуків та 11 праправнуків.

## Статус найстарішої людини на Землі
Після смерті американки Мод Ферріз-Луз Кловсон не була визнана найстарішою людиною у світі, тому що була посмертно верифікована Групою геронтологічних досліджень, і тому що була жива Камато Хонго, яка вважалася на два місяці старшою за Кловсон до 2012 року, коли Група геронтологічних досліджень відкликала свою верифікацію.
Більшу частину життя Ґрейс Кловсон вважала, що народилася у 1889 році, поки її родина не знайшла її свідоцтво про народження у Великій Британії, з якого випливало, що вона була на два роки старшою, ніж вважала. Перш ніж дізнатися про це, у 1989 році Кловсон відсвяткувала свій 100-й день народження, хоча тоді їй виповнилося вже 102 роки.